# Odprto prvenstvo ZDA 1987
Odprto prvenstvo ZDA 1987 je teniški turnir za Grand Slam, ki je med 1. in 14. septembrom 1987 potekal v New Yorku.

## Moški posamično
Ivan Lendl :  Mats Wilander, 6–7(7–9), 6–0, 7–6(7–4), 6–4

## Ženske posamično
Martina Navratilova :  Steffi Graf, 7–6(7–4), 6–1

## Moške dvojice
Stefan Edberg /  Anders Järryd :  Ken Flach /  Robert Seguso, 7–6(7–1), 6–2, 4–6, 5–7, 7–6(7–2)

## Ženske  dvojice
Martina Navratilova /  Pam Shriver :  Kathy Jordan /  Elizabeth Smylie, 5–7, 6–4, 6–2

## Mešane dvojice
Martina Navratilova /  Emilio Sánchez :  Betsy Nagelsen /  Paul Annacone, 6–4, 6–7(6–8), 7–6(14–12)